# Чилпык
Чилпык (Чильпык, Шылпык, Чилпык-кала; узб. Chilpik,Чильпик, каракалп. Shilpik, Шылпық) — погребальная башня («башня молчания») зороастрийского культа в 45 км. к востоку от современного города Нукус — столицы Каракалпакстана. Памятник древнехорезмийской эпохи, возведённый в конце I века до н.э. — начале I века н.э. 

## Исторический фон
Дахма Чилпык представляет собой типовое сооружение для специфической зороастрийской практики погребения умерших, однако поражает монументальными размерами и относится к периоду расцвета зороастрийской культуры в Древнем Хорезме на перекрёстке исторических эпох. Приблизительная дата возведения — конец I века до н.э. — начало I века н.э.
По представлениям зороастрийцев, человеческий труп представлял собой физическую и духовную материю, оскверняющую чистые элементы огня, воды и земли. Поэтому тело умершего помещали в возвышенное место — дахму, круглую башню без крыши. Здесь тело умершего предоставлялось птицам-падальщикам и лучам солнца до тех пор, пока кости полностью не очищались от мягких тканей. Эта практика погребения кратко упомянута Геродотом в V веке до н.э.
Отсутствие башен и бойниц, жилых и складских помещений, источников воды указывает, что во всей своей истории «башня молчания» никогда не использовалась в качестве крепости или укреплённого форпоста, но только для захоронений. Несмотря на грозный вид и встречающееся в источниках название «Чилпык-кала» («крепость Чилпык»), долгие раскопки не смогли обнаружить здесь следов долговременного человеческого пребывания — лишь осколки оссуариев. Анализ разных частей сооружения показывает, что Чилпык использовался в качестве дахмы и после вторжения арабских войск в начале VIII века и утверждения ислама на землях Хорезма. Сохранились следы двух перестроек во внутренней части дахмы: первая проводилась в VII–VIII веках, вторая в более позднее время — в IX–X веках.
В дальнейшем башня периодически служила в качестве наблюдательной и сигнальной вышки, господствующей над местностью, со сменным дозором вплоть до монгольского нашествия в начале XIII века.
Ещё в 1873 г. русский художник-баталист Николай Каразин запечатлел в своих зарисовках Чилпык, о котором тогда ещё не было известно в исторических кругах. В научном плане дахма Чилпык впервые была исследована в 1940 году Хорезмийской археологической экспедицией под руководством Сергея Толстова.

## Архитектура
Дахма Чилпык представляет собой кольцевидное сооружение высотой 15 метров и диаметром 65 метров, венчающее естественный холм конической формы высотой 35 метров. Стены построены из пахсовых блоков-кирпичей, характерных для античного периода; их толщина варьируется от 5 метров у основания до 2-3 метров в верхней части.
Вдоль периметра стены была расположена суфа — место, куда для очищения укладывали покойников. Чтобы не осквернять воду и землю разложением, тела оставляли на съедение птицам-падальщикам и лучам солнца. После освобождения от мягких покровов кости складывались в оссуарии, специальные вместилища для останков, и захоранивались в земле на склонах холма или в специальных склепах — наусах, ответвлявшихся от внутреннего центра дахмы, подобно лучам от солнца.
Вход в башню располагался с северо-западной стороны. Здесь сохранились следы ворот и глиняных ступенек (около 20 м), которые спускались в сторону Амударьи, и далее в виде пандуса соединяли сооружение с берегом реки. Западное направление как направление заходящего солнца зороастрийская космология ассоциировала со смертью, и, возможно, поэтому лестница и связанный с ней пилон были построены на западной стороне холма.
Особенность Чилпыка — сравнительно небольшое число обнаруженных оссуариев. Это позволило первым его исследователям (С. П. Толстову, Ю. П. Манилову) предположить, что данное сооружение являлась «царской дахмой», где жрецы выкладывали на съедение грифонам тела умерших представителей правящей династии Древнего Хорезма.
Кроме того, в ходе раскопок учёным удалось найти надписи, которые датируются разными веками. Надписи нанесены насечками в виде сложных геометрических фигур, расположенных под косым углом.

## Особенность погребения в Хорезме
Традиционно останки умершего (скелеты) после очищения помещали в керамические или каменные саркофаги — оссуарии; тем самым тела умерших не соприкасались со священной землёй.3 Таким образом, склоны холма, на котором расположен Чилпык, были заполнены захоронениями. Большое количество подобных саркофагов были обнаружены и в захоронениях предгорных хребтов и отрогов Султануиздага. Однако во внутренней части Чилпыка было обнаружено сравнительно немного оссуариев. С. П. Толстов полагал, что Чилпык по своей датировке и архитектурной значимости сопоставим со столичным Топрак-кала и мог обслуживать лишь привилегированный слой правящей династии. От Топрак-кала до Чилпыка могли плавать на небольших суднах и лодках по нижнему течению Амударьи (расстояние 72 км).
Оссуарное погребение было особой чертой хорезмийского зороастризма, отличавшего его от иранских зороастрийских культов (парфянского и новоперсидского периодов). Оссуарные захоронения характерны и для других частей Центральной Азии — Согдианы и Семиречья, но удивительно, что область их распространения никогда не достигала пределов соседнего Ирана.

## Местные предания
«Чилпык» в каракалпакском языке пишется и звучит как «Шылпык», что в переводе означает «глина». В некоторых источниках можно заметить и название «Чилпык-кала», подразумевающее под этим названием атрибуты крепости, что не отвечает ни предназначению дахмы, ни истории Чилпыка.
По обретении независимости Республикой Узбекистан и Республикой Каракалпакстан в составе Узбекистана, Чилпык и река Амударья были внесены в качестве национальных символов в герб Республики Каракалпакстан.
Согласно местным преданиям, собранным этнографом Глебом Снесарёвым, Чилпык был когда-то укреплённым замком. В нём жила принцесса, полюбившая невольника и бежавшая в Чилпык от гнева своего отца. Другая легенда гласит, что эту крепость построил богатырь по имени Чилпык. Сооружая замок, он ронял на землю ошмётки глины, из которых образовался большой холм, на нём и была возведена дахма. Согласно третьему рассказу местных жителей, дахма — дело рук дэва Хаджи Мулюка, который ведёт вечную борьбу со светлыми силами во главе с Ахурамаздой.